# Стадион Металац
44° 01′ 35″ С; 20° 28′ 00″ И / 44.026381° С; 20.466677° И
Стадион Металац је фудбалски стадион у Горњем Милановцу, Србија. На њему своје домаће утакмице игра ФК Металац. Укупан капацитет стадиона је 4.600 седећих места, 4.400 на трибинама и 200 у ложи.
Налази се у источном делу града, између Ибарске магистрале са источне стране, реке Деспотовица са западне, стадиона СД Таково са северне и градског базена са јужне стране.

## Историја
Металац је објавио да ће крајем августа 2009. године почети са градњом новог стадиона, који ће имати капацитет од 4000 места и имаће све услове за играње утакмица под покровитељством УЕФА. Према најавама званичника из клуба почетак градње стадиона је касније померен за април 2011. године, али је ипак опет померено.
Коначно 9. септембра 2011. представници републичке Дирекције за имовину, општине, компаније Металац и клуба потписали су уговор о изградњи новог стадиона Металца. Изградња је почела 4. октобра 2011, а прва фаза (терен и трибине) је требало да буде завршена до јуна 2012, док су за другу фазу били (рок је била сезона 2013/14) предвиђени рефлектори и пратећи садржаји. Процењена вредност изградње стадиона је око 3 милиона евра, компанија Металац је учествовала са 85%, а клуб са 15% у изградњи стадиона. Поред првобитно планиране источне и западне трибине, урађена је и северна трибина, па је укупан капацитет стадиона 4.600 седећих места, 4.400 на трибинама и 200 у ложи. Постављен је ЛЕД семафор, као и рефлектори, јачине 1400 лукса. Комплетне радове је извела фирма „Амига“ из Краљева.
Стадион је завршен крајем августа 2012, а прва утакмица је одиграна 1. септембра 2012, када је пред око 3.000 гледалаца Металац победио са 3:1 Младост из Лучана у оквиру четвртог кола Прве лиге Србије.
Званично отварање стадиона је уследило 12. септембра 2012. када је Металац одиграо утакмицу са Б репрезентацијом Србије, састављеном од играча из Суперлиге Србије, а која је завршена резултатом 2:2. Ово је такође био први меч у ноћном термину са новим рефлекторима.
Стадион Металац је 11. маја 2016. био домаћин финала Купа Србије за сезону 2015/16, у коме је пред 4.500 гледалаца београдски Партизан победио са 2:0 ивањички Јавор.

## Утакмице репрезентације
Стадион је од отварања чест домаћин репрезентације Србије до 21 године, на њему су одигране утакмице квалификација за Европско првенство 2015. са Белгијом (2:2), Италијом (1:0), Северном Ирском (3:1) и Кипром (2:1), као и квалификација за ЕП 2017. са Литванијом (5:0) и Словенијом (3:1).

## Галерија
- Главни улаз.
- Источна трибина.
- Поглед на стадион са јужне стране.
- Поглед на стадион са северне стране.
- Утакмица Србија - Македонија (У-21)
- Помоћни терен са вештачком травом, изграђен 2017.